# Premi Fraternidad
El Premi Fraternidad (en espanyol: Premio Fraternidad) un guardó atorgat anualment per la filial uruguaiana de B'nai B'rith.
B'nai B'rith Uruguai va crear el Premi Fraternidad el 1982 per fomentar les arts i donar suport a artistes nacionals en les àrees de les lletres, les arts plàstiques, les arts visuals, l'art gràfic, la dansa, el teatre i la música respectivament. El premi consisteix en un viatge a Israel i a un país d'Europa que permet a qui l'obté establir contacte amb el desenvolupament i la projecció cultural d'altres àmbits. El guanyador realitza un concert, una exposició, una obra de teatre o una conferència.

## Guardonats
- 1982, Marosa di Giorgio
- 1983, Ernesto Aroztegui
- 1984, Stella Santos
- 1985, Miguel Ángel Marozzi
- 1986, Miguel Ángel Campodónico
- 1987, Hugo Longa
- 1988, Héctor Manuel Vidal
- 1989, Esteban Falconi
- 1990, Tomás de Mattos
- 1991, Wifredo Díaz Valdez
- 1992, Jorge Curi
- 1993, Cristina García Banegas
- 1994, Napoleón Baccino
- 1995, Nelson Ramos
- 1996, Roberto Suárez
- 1998, Rafael Courtoise
- 1999, Octavio Podestá
- 2000, Levón Burunsuzian
- 2001, Francisco Simaldoni
- 2002, Leonardo Garet
- 2003, Pilar González
- 2004, Margarita Musto
- 2005: Jorge Camiruaga
- 2006: Sylvia Riestra
- 2007: Álvaro Amengual
- 2008: Mario Ferreira
- 2010: Federico Veiroj
- 2012: Federica Folco
- 2013: Ariel Britos
- 2014, Fermín Hontou[3]
- 2015, Alicia Alfonso
- 2016,
- 2017, Federico Nathan